# Bärensprung (Gumtow)
Bärensprung ist ein bewohnter Gemeindeteil im Ortsteil Dannenwalde der amtsfreien Gemeinde Gumtow im Landkreis Prignitz in Brandenburg.

## Geografie
Der Ort liegt zwei Kilometer südlich von Dannenwalde und drei Kilometer nördlich von Gumtow. Die Nachbarorte sind Dannenwalde im Norden, Kolrep Ausbau im Nordosten, Heinzhof im Südosten, Gumtow im Süden, Zarenthin im Südwesten, Zarenthin Ausbau im Westen sowie Friedheim im Nordwesten.

## Geschichte
Vor dem 30. Juni 2002 war Bärensprung ein Ortsteil der damals dem Amt Gumtow angehörenden Gemeinde Dannenwalde. Durch den Zusammenschluss von Dannenwalde und 15 weiterer Gemeinden zur heutigen Gemeinde Gumtow wurde der Ort zu einem bewohnten Gemeindeteil im Ortsteil Dannenwalde.